# کلک مشکین تو روزی که ز ما یاد کند
غزلی با مطلعِ «کلک مشکین تو روزی که ز ما یاد کند» غزل شمارهٔ ۱۹۰ از دیوانِ حافظ در تصحیحِ محمد قزوینی و قاسم غنی است.

## در دیگر آثار هنری
در نسخه‌ای مصور از دیوان حافظ در کتابخانهٔ لیدن به‌سال ۸۹۴ ه‍.ق/۱۴۸۹ م و کتابت‌شده توسط شیخ محمدابراهیم اوحدی بلیانی که متعلق به مکتب شیراز دوم است، نگاره‌ای بر مبنای این غزل موجود است.